# Theodor Bergqvist
Axel Theodor Bergqvist (ur. 13 maja 1885, zm. 13 stycznia 1969) – szwedzki zapaśnik walczący w stylu klasycznym. Olimpijczyk z Sztokholmu 1912, gdzie zajął 26. miejsce w wadze średniej.

## Letnie Igrzyska Olimpijskie 1912
| Konkurencja          | Rundy eliminacyjne   | Rundy eliminacyjne   | Klas. końcowa |
| Konkurencja          | Przeciwnik I         | Przeciwnik II        | Miejsce       |
| -------------------- | -------------------- | -------------------- | ------------- |
| 75 kg styl klasyczny | Árpád Miskey (HUN) P | Martin Klein (FIN) P | 26.           |